# Chestertown (Maryland)
Chestertown ist eine Stadt im Kent County im US-Bundesstaat Maryland, Vereinigte Staaten und ist Sitz der Countyverwaltung. Im Jahr 2010 hatte sie laut Volkszählung eine Einwohnerzahl von 5252.

## Geschichte
Gegründet wurde die Stadt an der Mündung des Chester River im Jahre 1706. Chestertown wurde durch den Schiffsbau wohlhabend. In der Mitte des 18. Jahrhunderts war Chestertown nach Annapolis Marylands führender Hafen. Eine reiche Klasse von Händlern brachten Wohlstand in die Stadt und errichteten Backsteinbauten.
Chestertown erhielt 1805 Stadtrechte und wurde nach dem Chester River benannt.

## Geographie
Chestertown liegt auf der Halbinsel Delmarva.

### Klima
Die Stadt hat heiße, feuchte Sommer und milde Winter.

## Erziehung
Die Stadt ist Sitz des Washington College.

## Persönlichkeiten
- James Peale (1749–1831), Maler
- Samuel Eccleston (1801–1851), katholischer Erzbischof von Baltimore (1834 und 1851).
- Miriam Cooper (1891–1976), Stummfilm-Darstellerin, bekannt durch eine Rolle in The Birth of a Nation
- Joseph Hopper Nicholson (1770–1817), Kongressabgeordneter (1799–1806) und Richter am Maryland Court of Appeals (1806–1817)
- James Pearce (1805–1862), US-Senator für Maryland, 1843–1862, Kongressabgeordneter
- George Vickers (1801–1879), US-Senator für Maryland, 1868–1873.
- Ryan Thompson, MLB-Baseballspieler
- Henry Highland Garnet, Abolitionist
- William Perkins, Abolitionist
- Tallulah Bankhead (1902–1968), Schauspielerin
- James M. Cain (1892–1977), Autor
- Richard Ben Cramer (1950–2013), Pulitzer-Preis-Sieger, Journalist und Autor, 1950–2013.

## In der Kultur
Chestertown wird in Roland Emmerichs Film Der Patriot erwähnt. 